# 东汉官制
东汉的建立，是西汉旧皇族藉着农民起义推翻王莽新朝的结果。所以东汉的官制基本上沿襲了西汉的制度，官名也没有多少改变。与西汉比较，东汉体制的最大特点就是：大大加强皇帝权力，不设丞相（东汉末年董卓任相国、曹操任丞相是特例），削弱三公的权力；刺史成为一级地方长官，废除地方军队；强化内朝权力，外戚、宦官掌握大权。

## 中央官制
东汉的中央政府组成沿用西汉制度，以三公领九卿为基本架构。但是实际政治权力已经完全转移到尚书台。东汉皇帝即位，往往以太傅或太尉录尚书事，总领政务。御史台体制贬损，成为少府属官。侍中从西汉的加官转为正式职务，设侍中寺作为侍中的正式官署，隶属少府。

### 太傅
东汉一朝，由于讲求经术，太子宫臣中以太傅为首。太傅藉此向太子灌输自己的政治理念。太子即位后，往往以太傅录尚书事，成为实際上的丞相。历史上，赵熹、邓彪、张禹、冯石、冯鲂、桓焉、赵浚均以太傅录尚书事。太傅死，即除此官（不再任命），以示崇重。汉灵帝时，以陈蕃为太傅录尚书事，后来陈蕃被处死，以胡广继任，这是唯一的例外。
与西汉以太师、太傅、太保为上公不同，東汉唯以太傅为上公，无太师、太保官。汉献帝时，董卓迁都长安，自任太师，位在太傅上。这是权臣擅权所为，死后即废。
据《汉官》记载，太傅所属官吏有：长史一人，秩千石，掾属二十四人，令史、御属各二十二人。长史为太傅府群吏之长，掌章奏、顾问。掾属是比较高级的属吏，分曹办事。令史、御属是比较低级的吏员，办理文书、车马等琐事。

### 三公
东汉以太尉、司徒、司空为三公，位次上公。三公师长百僚，名义上为最高官职，其实并无实权。
东汉任命三公多以知名经师为之，以宣扬经术治国的理念。其实不过是政治花瓶而已。皇帝以尚书参决政务，并不以实权付三公。因三公以硕儒经师居官，所以往往要为很小的差错承担非常严重的责任，以示高节。例如：宋弘为大司空，在位五年，因考核上党太守无所依据而免官。伏湛行大司徒事，以冬祭高庙（汉高祖刘邦的宗庙），因河南尹与司隶校尉在庙中争论失仪，而伏湛没有上奏此事，免官。汉光武帝对大臣非常严厉、苛刻，韩歆为司徒，以直言忤旨，免官遣归乡里，与其子皆自杀。之后，欧阳歙、戴涉相继任大司徒，下场都是论罪下狱、被处死。
東漢的三公從漢安帝時太尉徐防開始會以災异為由遭到策免，這一現象直到三國曹丕時期才被制止。

#### 太尉
汉光武帝即位，置大司马官，负责全国军官的考核，每岁末，评定等次，上奏皇帝，作为军官升迁、降调的依据。
参考：《后汉书·百官一》太尉条原注：“掌四方兵事功课，岁尽即奏其殿最而行赏罚。”
建武二十七年（51年）改大司马为太尉。
按东汉制度，三公掌谋议国之大政。太尉的主要参政途径就是与司徒、司空共同讨论皇帝交议的国政，定议后会衔上奏。东汉一朝，仅见牟融、徐防以太尉录尚书事，与太傅参决政事。这说明太尉除非被任命为录尚书事，并没有决定政务的职权。
按东汉以三公领九卿的制度，太尉领太常、卫尉、光祿勳三卿。太尉府属吏有：长史一人，秩千石，总管各曹事务。各曹掾史、属共二十四人。在诸曹中，西曹负责太尉府官吏的任免；东曹负责二千石的迁调；户曹负责户籍、祭祀、农桑；奏曹负责奏议；辞曹负责审理案件，接受上诉；法曹负责驿站事务；尉曹负责士卒和囚犯的征调、运输事务；贼曹负责缉拿盗贼；决曹负责裁决刑法；兵曹负责军事事务；金曹负责货币与盐铁事务；仓曹负责国家仓库事务。此外，还有黄阁，主簿，是阁下诸吏的长官。另有令史及御属二十三人，阁下令史负责太尉的仪仗执事；记室令史负责太尉府的奏章等各种文书的管理；门令史负责太尉府门卫。其他令史分隶诸曹，办理文书事务。从东汉太尉府诸曹的设置以及职掌来看，太尉的管辖范围似乎非常广，但那都是名义上的东西，太尉诸曹所领事务，或受制于尚书台，或仅仅为文牍往来，本身并没有可否之权，而且太尉对本府诸曹事务并没有实际节制的权力。

#### 司徒
汉光武帝即位，置大司徒官，负责人民教化，掌礼仪诸事。与太尉、司空共同讨论皇帝交议的国政，定议后会衔上奏。
参考：《汉官仪》：“王莽时，议以汉无司徒官，故定三公之号曰大司马、大司徒、大司空。世祖（刘秀庙号）即位，因而不改。”《后汉书·百官一》载：“司徒，公一人。本注曰：掌人民事。凡孝民孝悌、逊顺、谦俭、养生送死之事，则议其制，建其度。凡四方民事功课，岁尽则奏其殿最而行赏罚。”
建武二十七年（51年），去“大”，称司徒。
司徒领太仆、鸿胪、廷尉三卿。属吏有长史一人，秩千石。掾属三十一人。

#### 司空
汉光武帝即位，置大司空官，负责水利工程、城防建筑、宫室营建等事务。与太尉、司徒共同讨论皇帝交议的国政，定议后会衔上奏。
参考：《后汉书·百官一》云：“掌水土事。凡营城起邑，浚沟洫、修坟防之事，则议其利，建其功。凡四方水土功课，岁尽则奏其殿最而行赏罚。”
建武二十七年（51年）去“大”，称“司空”。汉献帝建安十三年（208年），改司空为御史大夫，职掌不变，不领御史台，与前代御史大夫仅仅是名称相同而已。
司空领宗正、少府、司农三卿。司空属吏有长史一人、掾属二十九人、令史及御属四十二人。

### 九卿
东汉沿用西汉制度，以太常、光祿勳、卫尉、太仆、大鸿胪、廷尉、宗正、大司农、少府为九卿。与西汉不同的是，东汉九卿分隶属三公。太常、光祿勳、卫尉三卿属太尉；太仆、廷尉、大鸿胪三卿属司徒；宗正、大司农、少府三卿属司空。
东汉九卿均于官称上加“卿”字，如太常卿等，秩中二千石。除此之外，东汉九卿与西汉不同者还有：一、光祿勳除西汉的五官中郎将、左中郎将、右中郎将、虎贲中郎将、羽林中郎将之外，增置东中郎将、北中郎将、西中郎将、南中郎将。二、少府尚书改称尚书台，由西汉的常侍曹、二千石曹、民曹、主客曹改为六曹：改常侍曹为吏曹，增三公曹，将主客曹分为南主客曹与北主客曹。尚书台增设左右丞二人，诸曹侍郎各六人，令史诸曹各三人，事务繁剧的曹增令史各三人。尚书台组织较西汉尚书要重要、庞大的多。

### 将军
东汉的将军也是中央政府的重要组成部分，有大将军、骠骑将军、车骑将军、卫将军、前将军、后将军、左将军、右将军。大将军位在三公上，骠骑将军、车骑将军、卫将军在三公下。前、后、左、右将军，位在九卿下，不常置。东汉中期以后，太后临朝称制，外戚以大将军执政，与太傅三公合称为五府。
以上将军均开府，府属有长史、司马各一人，从事中郎二人，掾属二十九人，令史御属三十一人。将军以本号领军的，各有部曲、校尉。
另有所谓杂号将军，临事设置，事毕即撤。唯度辽将军因南匈奴所部时有内乱，自永平八年（65年）后常设。
汉灵帝设西园八校尉，统率洛阳驻防军队，以宦官主之，这是后世宦官领兵的开端。

## 地方官制
东汉的地方官制与西汉相比较，在郡、县两级是基本相同的，不过郡的重要性和权力较西汉下降很多。在州一级，则有根本性的差异，东汉的州已经演变成为一级地方，凌驾于郡之上。至此，中国古代的地方行政区划由郡县制转变为州、郡、县三级制，一直延续到隋朝“废郡”为止。

### 州、刺史
东汉将洛阳之外的地区划分为十二个州，各遣刺史一人为长官。另以京兆、左冯翊、右扶风、河东、河南、河内、弘农七郡为司隶校尉辖区，称司隶校尉部（汉代州也称部）。
司隶校尉是京官，本职为监察在京百官诸不法事。东汉时，每每退罢三公均由司隶校尉纠劾所致，所以司隶校尉号为“雄职”。皇帝召集朝会的时候，司隶校尉与御史中丞、尚书令三人有单独的席位，称“三独坐”。司隶校尉秩比二千石，属官有从事（近来流行的韩剧中每每出现的从事官就是由此得名）、假佐（假：代理的意思；佐：助手的意思。就是说是可以代行事务的助手）等，另统领一支由一千二百名奴隶组成的武装警察部队，司隶校尉的官名也由此而得。
诸州沿西汉汉成帝制度，设州牧一人，秩二千石。建武十八年（42年）改刺史，秩六百石。汉灵帝中平五年（188年），再改州牧，秩二千石。东汉刺史有固定的驻地和官署，纠劾所部太守县令不必如西汉制度上三公按验，可以直接罢免之。改州牧后，兼领军政，位高权重，可以有自己專屬的文武官員，有点类似于唐朝的节度使，而管辖地域的广阔，又不是节度使所可以相比的。
与西汉相同的是，刺史也要周行郡国，刺探政情，年终回京复奏。不过东汉的刺史不必亲自回京，而是派遣属吏向司徒府报送文书而已。

### 郡国
东汉共设郡国一百零五：王国二十七，司隶部属郡七，列郡七十一。除司隶部所辖七郡外，王国与列郡均分隶诸州，其中豫州领郡国六，冀州领九，兖州领八，徐州领五，并州领九，幽州领十一，青州领六，荆州领七，扬州领六，益州、凉州各领十二，交州领九郡。
东汉制度，皇子封王，以郡为国。每国置傅、相各一人。傅主王府事，职如汉朝的太傅；相如郡太守，主政务；相有长史一人，职如郡丞。另置中尉一人，秩二千石，职如郡都尉，是主管军政、缉捕盗贼的军官。
王府置郎中令一人，秩千石，职务和汉朝的郎中令相类似，主管王府的大夫、郎等；仆一人，秩千石，负责王府的车马训练与驾驭；治书数人，秩六百石，职如尚书；谒者数人，秩四百石，职务是奉王命出使；另有礼乐长、卫士长、医工长、永苍长、祠祀长等，秩皆比四百石。
郡太守秩皆二千石，只有河南郡因京师所在，长官称河南尹，位比九卿，秩中二千石。诸郡各置丞一人，位次太守，秩六百石，负责民政事务；边郡（就是设置在边境地区的郡）另置长史一人，秩六百石，负责军政事务。长史之下有司马一人，负责具体军事指挥。东汉内地不设郡都尉，以太守领兵。边郡不置太守而置都尉或属国都尉领军并辖县，地位略与内地较小的郡相仿。如汉和帝永元元年（89年），置西河属国都尉、上郡属国都尉；永和十五年（105年）置辽东西部都尉；汉安帝置右扶风都尉、京兆虎牙都尉等。

### 侯国、县、邑、道
东汉的县级地方建制与西汉相同。
列侯以县为封地则称侯国，侯国置相一人，相当于县令或县长（以侯国大小为异），相不隶属于列侯，但负责为列侯征收租税。封国户数在千户以上的，置家丞、庶子各一人，是侯府官，不管理民政；不满千户的，只置庶子一人。东汉的侯另有乡侯、亭侯，所封之地各为一乡、一亭，这样的封地辖于所在县，与乡、亭相等。
皇后、皇太后、公主的封地称邑，置令、长。邑的体制与侯国相当。
少数民族聚居地设道，隶属于郡，多设于巴、蜀等西南地区，以少数民族部落首领为道的长官。
万户以上的县置县令一人，秩千石；县丞一人，掌民政、文书、仓库；县尉二人，掌治安。
万户以下的县置县长一人，秩三百石或四百石；县丞、县尉各一人。
东汉诸县出产盐的，置盐官，负责管理盐场、盐矿，征收盐税。出产铁的县置铁官，负责冶炼、铸造。在手工业发达的县置工官，负责管理工匠、征收工商税赋。在水产发达的县置水官，负责管理渔场、征收税赋。以上这些官吏不隶属于郡县，均隶属于少府，属于派出机关。